# Луїза Злотковська
Луїза Злотковська (пол. Luiza Złotkowska, 25 травня 1986) - польська ковзанярка, призерка олімпійських ігор. 
Злотковска здобула бронзову медаль Олімпіади у Ванкувері разом із подругами зі збірної Польщі в командній гонці переслідування.
1. ↑  Olympedia — 2006.